# Kirmond le Mire
Kirmond le Mire – wieś w Anglii, w hrabstwie Lincolnshire, w dystrykcie West Lindsey. Leży 30 km na północny wschód od Lincoln i 212 km na północ od Londynu.